# Mumitroldene (tv-serie fra 1969)
 For alternative betydninger, se Mumitroldene (flertydig). (Se også artikler, som begynder med Mumitroldene)
Mumitroldene er en svensk tv-serie om Mumitroldene fra 1969 instrueret af Vivica Bandler og Ulla Berglund. Serien, der er i 13 dele, er skrevet af Tove og Lars Jansson, og produceret af Sveriges Radio. Premieren var den 5. december 1969 i TV2 (Sverige). Serien er blevet gentaget, senest i 1997.
 Der er for få eller ingen kildehenvisninger i denne artikel, hvilket er et problem. Du kan hjælpe ved at angive troværdige kilder til de påstande, som fremføres i artiklen.